# Embelia curvinervia
Embelia curvinervia là một loài thực vật có hoa trong họ Anh thảo. Loài này được S.T.Reynolds mô tả khoa học đầu tiên năm 1991.